# Gardes rouges (Finlande)
Pour les articles homonymes, voir Garde rouge.
Les Gardes rouges (en finnois : Punakaarti) sont, en Finlande, l’armée révolutionnaire qui prend part à la guerre civile finlandaise en 1918 pour tenter d’instaurer un régime communiste dans le pays. Les Gardes rouges, qui totalisent une trentaine de milliers d’hommes au début des affrontements, verront leur nombre culminer autour de 90 000 à 120 000 pendant le conflit.

## Présentation
Les Gardes rouges furent successivement commandés par Ali Aaltonen, Eero Haapalainen, Eino Rahja et finalement Kullervo Manner pour défendre le gouvernement de la Finlande bolchévique, la « Délégation du peuple ». 
Les Gardes rouges dominent le sud de la Finlande entre le 28 janvier et la fin avril 1918.
L’état-major général des Gardes rouges est situé à Helsinki ; de là, ils contrôlent Tampere, Turku, Pori et Viipuri. La Tampere communiste tombe le 6 avril 1918 aux termes de combats sanglants contre les Gardes blancs de Mannerheim.
Des milliers de Gardes rouges sont par la suite emprisonnés, des centaines sont exécutés et le reste est interné dans des  camps de prisonniers de guerre. 
Helsinki tombe aux mains des contre-révolutionnaires dès le 12 avril 1918.

## Première formation
En 1905, la Finlande, qui est alors administrée par la Russie tsariste, connaît une  grève générale au cours de laquelle se forme une « Garde nationale ». 
Cette Garde à l’origine ne comprend pas que des socialistes, mais ils se divisent rapidement entre socialistes et non-socialistes pour former des milices antagonistes. 
Cette année-là, toutefois, tout affrontement sanglant est évité.

## Chute du Grand-duché
Le grand-duc de Finlande Nicolas II renonce au pouvoir lors de la révolution de Février. 
Les gendarmes, les pompiers, des milices s'organisent et se divisent. 
Les conflits entre les deux camps s'accentuent et la scission se fait entre les Gardes rouges et les Gardes blancs.

## Organisation
Les bases étaient au début locales et professionnelles. Officiellement, une réunion centralisée a eu lieu le 26 janvier 1918. 
Mais l'architecture  et la coordination restent faible. L'organigramme se faisait autour d'une division qui regroupait plusieurs régiments. 
Mais chaque groupe choisissant ses chefs, s'organisant autour de villes ; la composition autour de trains blindés, de cavalerie, d'aviation, renforçait la fragmentation. 
Le matériel venait principalement de la Russie.

## Fin de la guerre civile

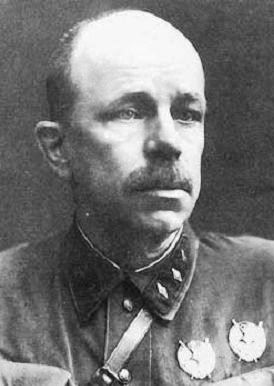
Eino Rahja fut l’un des commandant des Gardes rouges.

Les massacres, comme celui de la prison de Vyborg, les jugements sommaires vers la fin du conflit furent nombreux. Les Gardes rouges passent majoritairement en Russie pour être formés à l'école militaire de Saint-Pétersbourg, à l'école des officiers de réserve (RUK) et furent versés dans l'Armée rouge et le SKP, ou Parti communiste finlandais. 
Les assassinats du club de Kuusinen (en) en 1920 feront disparaître huit ex-Gardes rouges. 
Eino Rahja accèdera au grade de lieutenant général.
Le dernier survivant des Gardes rouges, Aarne Arvonen (en), fut un temps l’homme le plus âgé de Finlande, avant son décès en janvier 2009.

## Les pertes
En plus de pertes des combats il faut ajouter :
- 13 000 morts de maltraitances, famine et froid dans les camps de prisonniers.
- 20 000 morts civils pendant la famine qui suivit.